# Ancienne mairie de Lappeenranta
L'ancienne mairie de Lappeenranta (finnois : Lappeenrannan Raatihuone) est un bâtiment historique situé dans le quartier Keskus à Lappeenranta en Finlande.

## Description
La mairie est construite en 1829, et son aspect extérieur date des années 1840.
C'est la mairie construite en bois la plus ancienne de Finlande.
En 1983, la plupart de ses activités ont été transférées au nouvel hôtel de ville de Lappeenranta
La Direction des musées de Finlande a classé la mairie parmi les Sites culturels construits d'intérêt national.